# Arbetsmarknadsminister
Arbetsmarknadsminister eller arbetsminister är den minister i ett lands regering som till exempel ansvarar för arbetsmarknadspolitik, arbetsrätt och arbetsmiljöfrågor. Arbetsmarknadsministern leder ett arbetsmarknadsdepartement eller arbetsmarknadsministerium och bistås i detta av en tjänsteman som vanligtvis är politiskt tillsatt och i flera länder innehar titeln statssekreterare.
I Europeiska kommissionen är motsvarande ämbete kommissionären med ansvar för sysselsättning, socialpolitik. I Europeiska unionens råd möts arbetsmarknadsministrar med flera i formationen Rådet för sysselsättning, socialpolitik, hälso- och sjukvård samt konsumentfrågor.

## Olika länders motsvarigheter till arbetsmarknadsminister
| Land           | Minister | Ministerium                                                                                  | Nuvarande ämbetsinnehavare |
| -------------- | --- | -------------------------------------------------------------------------------------------- | -------------------------- |
| Australien     | Minister for Jobs and Industrial Relations | Department of Jobs and Small Business                                                        | Kelly O'Dwyer              |
| Danmark        | Beskæftigelsesminister (sysselsättningsminister) 1942-2001 var titeln Arbejdsminister                                                                                     | Beskæftigelsesministeriet                                                                    | Ane Halsboe-Jørgensen      |
| Filippinerna   | Secretary of Labor and Employment | Department of Labor and Employment Kagawaran ng Paggawa at Empleyo                           | Silvestre Bello III        |
| Finland        | Arbetsminister | Arbets- och näringsministeriet                                                               | Matias Marttinen           |
| Frankrike      | Ministre de l'Économie, de l'Industrie et de l'Emploi (ekonomi-, industri- och sysselsättningsminister)                                                                   | Ministère de l'Économie, de l'Industrie et de l'Emploi                                       |                            |
| Frankrike      | Ministre du Travail, des Relations sociales, de la Famille, de la Solidarité et de la Ville (minister för arbete, sociala frågor, familjepolitik, solidaritet och städer) | Ministère du Travail, des Relations sociales, de la Famille, de la Solidarité et de la Ville |                            |
| Italien        | Ministri del lavoro e delle politiche sociali | Ministero del lavoro e delle politiche sociali                                               | Luigi Di Maio              |
| Norge          | Arbeidsminister | Arbeidsdepartementet                                                                         | Tonje Brenna               |
| Singapore      | Minister of Manpower | Ministry of Manpower                                                                         | Josephine Teo              |
| Storbritannien | Secretary of State for Work and Pensions (arbets- och pensionsminister)                                                                                                   | Department for Work and Pensions                                                             | Liz Kendall                |
| Sverige        | Arbetsmarknadsminister | Arbetsmarknadsdepartementet                                                                  | Johan Britz                |
| Tyskland       | Bundesminister für Arbeit und Soziales (arbets- och socialminister) | Bundesministerium für Arbeit und Soziales                                                    | Bärbel Bas                 |
| USA            | Secretary of Labor (arbetsminister) | Department of Labor                                                                          | Lori Chavez-DeRemer        |

## Fotnoter
1. ↑  Ministeriets webbplats
2. ↑  ”Ministeriets webbplats”. Arkiverad från originalet den 27 september 2010. https://web.archive.org/web/20100927233609/http://www.tem.fi/index.phtml?l=sv&s=2074. Läst 17 april 2010.
3. ↑  Ministeriets webbplats Arkiverad 20 april 2010 hämtat från the Wayback Machine.
4. ↑  Ministeriets webbplats
5. ↑  Departementets webbplats
6. ↑  Departementets webbplats
7. ↑  Ministeriets webbplats
8. ↑  Departementets webbplats